# Birgit Lutz
Birgit Lutz (* 1974 in Neumarkt in der Oberpfalz) ist eine deutsche Schriftstellerin und Expeditionsleiterin, die 15-mal den Nordpol erreichte.

## Leben
Nach einer journalistischen Ausbildung und während ihrer Tätigkeit für die Süddeutsche Zeitung spezialisierte sich Birgit Lutz auf arktische Themen. Insgesamt 15-mal war sie am Nordpol; in den Jahren 2010 und 2011 erreichte sie den Pol zusammen mit dem Schweizer Expeditionsleiter Thomas Ulrich auf Skiern, gestartet von der russischen Drifteisstation Barneo. Im Jahre 2013 durchquerte sie auf Skiern Grönland. Danach wurde sie zum Fellow des Explorers Club New York ernannt.
Ihre ersten beiden Bücher handeln von ihren Nordpol- und Grönlandtouren. Ein drittes Buch schrieb sie zusammen mit Thomas Ulrich über den fatalen Verlauf seines Versuchs, 2006 das Polarmeer auf Skiern zu durchqueren. Für ihr viertes Buch über das heutige Leben in Ostgrönland verbrachte sie mehrere Monate in der ostgrönländischen Ammassalikregion.
Lutz arbeitet auf verschiedenen Expeditionsschiffen als Expeditionsleiterin und Guide in Spitzbergen, Franz-Joseph-Land und Grönland. Seit 2016 engagiert sie sich während dieser Arbeit in einem Citizen-Science-Projekt für das Alfred-Wegener-Institut Helmholtz-Zentrum für Polar- und Meeresforschung in Bremerhaven, in dem Strände gereinigt und Daten über den gefundenen Müll gesammelt werden. 2017 hat sie über dieses Projekt als Co-Autorin einen Aufsatz im „Marine Pollution Bulletin“ veröffentlicht.
2022 erschien ihr Buch Nachruf auf die Arktis. Noch können wir die Welt retten, in dem sie durch die Inselwelt Spitzbergens führt und dabei die Auswirkungen des Klimawandels zeigt.
Über ihre Expeditionen, Bücher und ihr Engagement gegen Plastikmüll hält Lutz Vorträge in Deutschland, Österreich und der Schweiz und auf Schiffen in der Arktis.
Sie lebt am Schliersee.

## Werke
- Heute gehen wir Wale fangen. btb Verlag 2017.

- Schwarzes Wasser. Vier Tage gefangen im Ewigen Eis. DuMont Reiseverlag 2017.
- Grenzerfahrung Grönland. Mein Expeditionsthriller. btbVerlag 2014
- Unterwegs mit wilden Kerlen. Eine Frau erobert die Arktis. btb Verlag 2012
- Nachruf auf die Arktis. Noch können wir die Welt retten. btb Verlag 2022[10]
- Mein Spitzbergen. mareverlag 2024

## Auszeichnungen
- Anerkennung in der Kategorie Medienpreis des Deutschen Kinder- und Jugendhilfepreises 2016.[11]
- Otto-Greither-Sonderpreis des Salus-Medienpreises 2014.[12]
- 3. Preis des Journalistenpreises der Unionhilfswerk Stiftung 2010.[13]